# Acraea bailunduensis
Acraea bailunduensis är en fjärilsart som beskrevs av Wichgraf 1918. Acraea bailunduensis ingår i släktet Acraea och familjen praktfjärilar. Inga underarter finns listade i Catalogue of Life.